# Stenopterygia firmivena
Stenopterygia firmivena is een vlinder uit de familie uilen (Noctuidae). De wetenschappelijke naam van deze soort is voor het eerst geldig gepubliceerd in 1927 door Prout A. E.
De soort komt voor in tropisch Afrika.